# Vicente Ferreira de Carvalho
Vicente Ferreira de Carvalho foi um administrador colonial português que exerceu o cargo de Governador no antigo território português subordinado à Índia Portuguesa de Timor-Leste entre 1756 e 1759, tendo sido antecedido por Manuel Doutel de Figueiredo Sarmento e sucedido por Dionísio Gonçalves Rebelo Galvão, após o período de 1763 a 1765 em que o cargo esteve livre.